# SER Juventude
Sociedade Esportiva e Recreativa Juventude – brazylijski klub piłkarski z siedzibą w mieście Primavera do Leste leżącym w stanie Mato Grosso.

## Osiągnięcia
- Mistrz stanu Mato Grosso (Campeonato Matogrossense): 2000, 2001
- Druga liga stanowa (Campeonato Matogrossense da Segunda Divisão): 1990
- Półfinał Copa Centro-Oeste: 2000

## Historia
Klub założony został 23 maja 1982 roku i obecnie gra w pierwszej lidze stanu Mato Grosso (Campeonato Matogrossense).